# Regione del Mar Nero
La regione del mar Nero (in turco Karadeniz Bölgesi) è una delle sette divisioni a fini statistici della Turchia. Si trova nel nord-est del paese. La superficie è di circa 116.169 km² e ha una popolazione di circa 7,5 milioni di abitanti. Il territorio corrisponde all'incirca a quello dell'antica provincia romana del Ponto.

## Province

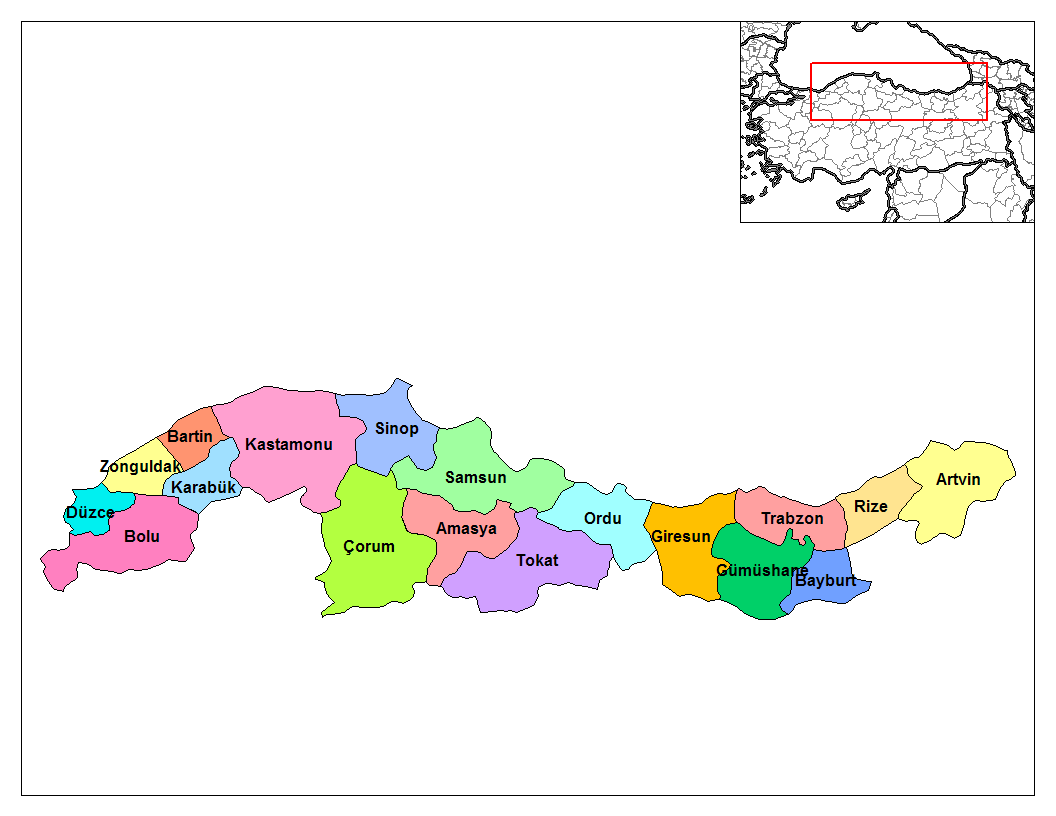
Province della regione del Mar Nero

Della regione fanno parte le seguenti province:

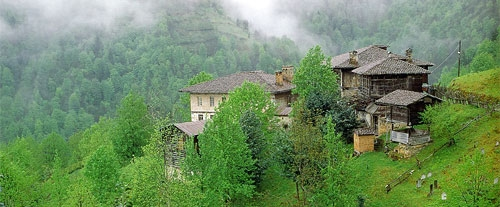
Panorama del Ponto

- Amasya
- Artvin
- Bartın
- Bayburt
- Bolu
- Çorum
- Düzce
- Giresun
- Gümüşhane
- Karabük
- Kastamonu
- Ordu
- Rize
- Samsun
- Sinope (Sinop)
- Tokat
- Trebisonda (Trabzon)
- Zonguldak